# Stazione di Pilzone
La stazione di Pilzone è una fermata ferroviaria della linea Brescia-Iseo-Edolo a servizio dell'omonimo centro abitato, frazione del comune di Iseo.

## Storia
La fermata fu aperta al servizio pubblico con il cambio d'orario del 1º maggio 1912.

## Strutture e impianti
Il fabbricato viaggiatori diverge, per forma e dimensioni, dallo stile classico delle fermate costruite dalla Società Nazionale Ferrovie e Tramvie (SNFT). Si tratta di un piccolo edificio in muratura a due livelli, separati all'esterno da una fascia marcapiano in pietra. L'esterno del primo piano è caratterizzato da mattoni a vista, mentre il piano terra è ornato da mattonelle in marmo. La pianta della struttura è a forma di L e vede il piano terra utilizzato come sala d'attesa, mentre il primo piano era riservato all'abitazione del casellante e in seguito è stato convertito abitazione privata.
Il piazzale è composto dal solo binario di corsa della ferrovia. L'accesso all'utenza è garantito da una banchina lunga 55 m.

## Movimento
La fermata è servita dai treni regionali (R) in servizio sulla relazione Brescia-Breno/Edolo, eserciti da Trenord nell'ambito del contratto di servizio stipulato con la Regione Lombardia.

## Servizi
- Sala d'attesa
- Biglietteria automatica
- Servizi igienici